# Cá cóc bướu huyện Văn
Cá cóc bướu huyện Văn, tên khoa học Tylototriton wenxianensis, là một loài kỳ giông thuộc họ Salamandridae. Loài này chỉ có ở Trung Quốc.
Môi trường sống tự nhiên của chúng là rừng ôn đới, đầm nước ngọt, đầm nước ngọt có nước theo mùa, và ao. Chúng hiện đang bị đe dọa vì mất môi trường sống.

## Hình ảnh

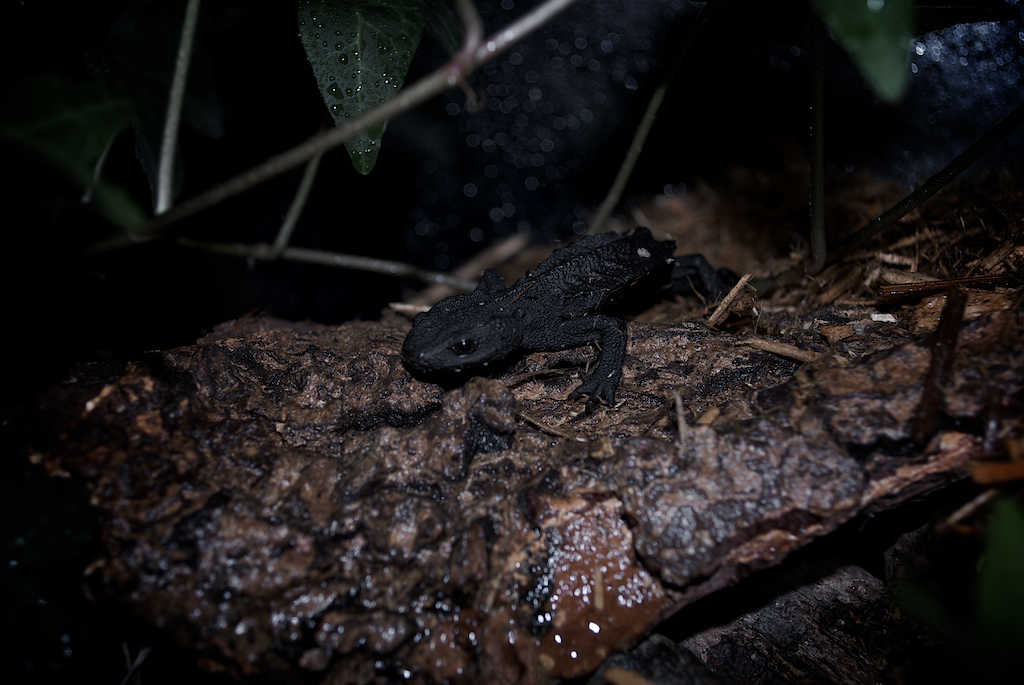